# Hwang Jin-hee
Hwang Jin-hee (en hangul, 황진희; Seúl, 10 de agosto de 1979), más conocida como Hwang Woo-seul-hye (황우슬혜) es una actriz surcoreana.

## Biografía
En julio del 2018 se anunció que estaba saliendo desde hace tres meses con un empresario, sin embargo en noviembre del mismo año se anunció que la pareja se había separado.

## Carrera
Ella debutó como actriz en 2008 en la película Crush and Blush. Hwang ha actuado en varios papeles principales como en el melodrama Lovers Vanished (2010), en el sitcom de TV I Need a Fairy (también llamado Sent from Heaven, 2012), y en la comedia romántica Virgin Theory: 7 Steps to Get On the Top (2014).

## Filmografía

### Películas
| Año  | Título                                   | Papel                                  | Ref.          |
| ---- | ---------------------------------------- | -------------------------------------- | ------------- |
| 2008 | Crush and Blush                          | Lee Yoo-ri                             |               |
| 2008 | Scandal Makers                           | Profesora de jardín de infancia/Granny |               |
| 2009 | Thirst                                   | Chica con un silbato                   |               |
| 2009 | Searching for the Elephant               | Ma-ri/Dr. Jang                         |               |
| 2010 | Lovers Vanished                          | Yeo Mia                                |               |
| 2011 | White: The Melody of the Curse           | Soon-ye                                |               |
| 2014 | Virgin Theory: 7 Steps to Get On the Top | Kwon Mal-hee                           |               |
| 2015 | Salut d'Amour                            | Park Yang                              | [ 9 ] [ 10 ]  |
| 2019 | Sun-Kissed Family                        | Mi-hee                                 |               |
| 2020 | Hitman: Agent Jun                        | Mi-na                                  | [ 11 ]        |
| 2025 | Hitman 2                                 | Mi-na                                  | [ 12 ] [ 13 ] |

### Series de televisión
| Año     | Título                                 | Papel                         | Cadena          | Notas          | Ref.   |
| ------- | -------------------------------------- | ----------------------------- | --------------- | -------------- | ------ |
| 2010    | Our Slightly Risque Relationship       | Mo Nam-hee                    | KBS2            | Drama Special  |        |
| 2011    | Believe in Love                        | Choi Yoon-hee                 | KBS2            |                |        |
| 2012    | I Need a Fairy                         | Chae-hwa                      | KBS2            |                |        |
| 2013    | The Sleeping Witch                     | Choi Ah-mi                    | MBC             | Drama Festival |        |
| 2014    | Glorious Day                           | Jung Da-ae                    | SBS             |                |        |
| 2015    | The Great Wives                        | Oh Jung-mi                    | MBC             |                |        |
| 2019-20 | People with Flaws                      | Lee Kang-hee                  | MBC             |                |        |
| 2019-20 | Crash Landing on You                   | Do Hye-ji                     | tvN             |                |        |
| 2021    | So Not Worth It                        | Actriz de Do You Know the Way | Netflix         | Cameo, ep. 3   |        |
| 2021    | Uncle                                  | Kim Yoo-ra                    | TV Chosun, Viki |                | [ 14 ] |
| 2022    | From Today, We                         | Ginecóloga                    | SBS             | Cameo, ep. 1   | [ 15 ] |
| 2022    | Minamdang                              | Lee Min-kyung                 | KBS2            |                | [ 16 ] |
| 2022    | Curtain Call                           | Ji-won                        | KBS2            |                | [ 17 ] |
| 2024    | Lee, el agente de libertad condicional | Choi Won-mi                   | tvN             |                | [ 18 ] |

### Programas de variedades
| Año  | Título                      | Cadena | Notas                                     |
| ---- | --------------------------- | ------ | ----------------------------------------- |
| 2010 | We Got Married - Season 2   | MBC    | Miembro del elenco, pareja con Lee Sun Ho |
| 2015 | Running Man                 | SBS    | invitada - ep. 25                         |
| 2016 | Law of the Jungle in Panama | SBS    | miembro - ep. 200 - 202                   |

## Premios y nominaciones
| Año  | Premios                          | Categoría                        | Trabajo nominado                 | Resultado |
| ---- | -------------------------------- | -------------------------------- | -------------------------------- | --------- |
| 2008 | 29th Blue Dragon Film Awards     | Mejor Nueva Actriz               | Crush and Blush                  | Nominada  |
| 2009 | 45th Baeksang Arts Awards        | Mejor Nueva Actriz               | Crush and Blush                  | Nominada  |
| 2010 | 2010 KBS Drama Awards            | Mejor Actriz en un Drama/Special | Our Slightly Risque Relationship | Nominada  |
| 2011 | KBS Drama Awards                 | Mejor Nueva Actriz               | Believe in Love                  | Nominada  |
| 2021 | 40th Golden Cinema Film Festival | Jury’s Special Award             | Sunkist Family                   | Ganó      |